# Сульфат индия(III)
Сульфат индия — неорганическое соединение, соль металла индия и серной кислоты с формулой In2(SO4)3, белые или серые кристаллы, хорошо растворимые в воде, образует кристаллогидраты.

## Получение
- Действием серной кислоты на индий, его оксид или гидроксид:

{\displaystyle {\mathsf {2In+3H_{2}SO_{4}\ {\xrightarrow {}}\ In_{2}(SO_{4})_{3}+3H_{2}\uparrow }}}
{\displaystyle {\mathsf {In_{2}O_{3}+3H_{2}SO_{4}\ \xrightarrow {} \ In_{2}(SO_{4})_{3}+3H_{2}O}}}
{\displaystyle {\mathsf {2In(OH)_{3}+3H_{2}SO_{4}\ \xrightarrow {} \ In_{2}(SO_{4})_{3}+6H_{2}O}}}

## Физические свойства
Сульфат индия — белые или серые расплывающиеся кристаллы, хорошо растворяется в воде.
Образует кристаллогидраты состава In2(SO4)3•n H2O, где n = 3, 5, 6, 9, 12.

## Химические свойства
- При нагревании разлагается:

{\displaystyle {\mathsf {2In_{2}(SO_{4})_{3}\ {\xrightarrow {600^{o}C}}\ 2In_{2}O_{3}+6SO_{2}\uparrow +3O_{2}\uparrow }}}
- Из растворов выпадает в виде кристаллогидратов, из которых можно получить безводную соль сушкой в вакууме при нагревании:

{\displaystyle {\mathsf {In_{2}(SO_{4})_{3}\cdot 9H_{2}O\ {\xrightarrow[{-H_{2}O}]{200^{o}C}}\ In_{2}(SO_{4})_{3}}}}
- Водные растворы имеют кислую реакцию из-за гидролиза по катиону:

{\displaystyle {\mathsf {[In(H_{2}O)_{6}]^{3+}+H_{2}O\ \rightleftarrows \ In[(H_{2}O)_{5}(OH)]^{2+}+H_{3}O^{+}}}}
- С концентрированной серной кислотой образует кислый сульфат индия:

{\displaystyle {\mathsf {In_{2}(SO_{4})_{3}+H_{2}SO_{4}\ {\xrightarrow {}}\ 2InH(SO_{4})_{2}}}}
который выделен в виде кристаллогидрата InH(SO4)2•3.5H2O.
- Реагирует с разбавленными щелочами:

{\displaystyle {\mathsf {In_{2}(SO_{4})_{3}+6NaOH\ {\xrightarrow {}}\ 2In(OH)_{3}\downarrow +3Na_{2}SO_{4}}}}
В слабощелочных растворах выпадает осадок основного сульфата индия In(OH)SO4•2H2O.
- Вступает в обменные реакции:

{\displaystyle {\mathsf {2In_{2}(SO_{4})_{3}+6H_{2}S\ {\xrightarrow {}}\ 2In_{2}S_{3}\downarrow +3H_{2}SO_{4}}}}
- С сульфатами некоторых щелочных металлов образует квасцы:

{\displaystyle {\mathsf {2In_{2}(SO_{4})_{3}+M_{2}SO_{4}+24H_{2}O\ {\xrightarrow {}}\ 2MIn(SO_{4})_{2}\cdot 12H_{2}O\downarrow ,\ \ \ (M=Na^{+},K^{+},Rb^{+},Cs^{+},NH_{4}^{+})}}}